# Max Boot
Max Boot, né le 12 septembre 1969, est un écrivain, consultant, éditorialiste, conférencier et historien militaire américain. Il est un ardent défenseur de la suprématie des États-Unis et soutient que la puissance américaine doit promouvoir les valeurs américaines dans le monde. Il se considère comme un conservateur. Boot a travaillé comme écrivain et éditorialiste pour le Christian Science Monitor puis pour The Wall Street Journal dans les années 1990. Il est ensuite chercheur chargé d'études sur la sécurité nationale pour Jeane Kirkpatrick au Council on Foreign Relations. Il a écrit pour de nombreux titres de presse tels que The Weekly Standard, The Los Angeles Times ou encore The New York Times, et est l'auteur reconnu de plusieurs best-sellers d'histoire militaire, il a également une activité de blogueur pour Commentary. Enfin, il travaille comme consultant pour l'armée américaine et conférencier régulier dans différentes institutions militaires, en particulier l'United States Army War College et le Command and General Staff College.

## Biographie

### Jeunesse et études
Boot est né à Moscou. Ses parents, tous deux juifs russes, ont ensuite émigré depuis l'URSS vers Los Angeles, où il a été élevé. Il a étudié à l'université de Californie à Berkeley (BA en histoire, 1991) et à l'université Yale (MA en histoire de la diplomatie, 1992). Il a commencé sa carrière de journaliste en écrivant dans les colonnes du journal étudiant de Berkeley The Daily Californian, il déclara plus tard penser avoir été le seul auteur conservateur de toute l'histoire de ce journal. Boot et sa famille vivent aujourd'hui dans l'État de New York.

### Journaliste
Après ses études, Boot travaille comme écrivain et éditorialiste pour The Christian Science Monitor de 1992 à 1994. Il passe les huit années suivantes au Wall Street Journal. Il participe alors à la rubrique d'investigation juridique Rule of Law, et en prend la tête du comité de rédaction quatre ans plus tard.
Au milieu de sa carrière au Wall Street Journal, en 1998, il écrit Out of Order, une critique du système législatif américain qu’il juge être dépassé. Dans ce livre, il met en avant les arrêts de la Cour suprême des États-Unis du Brown v. Board of Education (1954), qu’il qualifie de « Magna Carta » de l’activisme judiciaire, et celui du Romer v. Evans (1996) comme des exemples-clés. Il précise que, s’il est d’accord avec le résultat du cas Brown, il s’oppose cependant à son raisonnement. Boot explique que les juges n’ont pas l’autorité pour légiférer ou exécuter les lois et sont particulièrement mal outillés pour se le permettre du fait de leur manque d’expertise dans ces domaines politiques. Il ajoute que les juges ont injustement étendu leurs champs d’action pour s’attribuer plus de prestige et d’influence, sans envisager les conséquences socio-économiques possibles. Le Washington Post et le Washington Times firent l’éloge de l’ouvrage, tandis que Commentary rendit un avis plus mitigé. Le journaliste Andrew C. McCarthy le décrivit comme une « attaque au vitriol » polémique, il approuva certaines recommandations tout en en contestant d’autres.

### Chercheur au Council on Foreign Relations
Boot quitte le Wall Street Journal en 2002 pour rejoindre le Council on Foreign Relations, où il devient chercheur chargé d’études (Senior Fellow) dans l’équipe de Jeane Kirkpatrick. Ses travaux réalisés avec le Council apparaissent alors pendant l’année dans plusieurs journaux dont The New York Post, The Times, le Financial Times et l’International Herald Tribune.
Il écrit également Savage Wars of Peace, une étude des petites guerres dans l’histoire américaine, toujours chez Basic Books et en 2002, le titre est inspiré du poème de Rudyard Kipling Le Fardeau de l'homme blanc. James A. Russell dans Journal of Cold War Studies critique le livre, arguant que « Boot n’a fait aucune recherche critique, par conséquent les déductions qu’il dessine depuis ses interprétations inconditionnelles ne sont pas démonstratives ». Benjamin Schwarz écrit dans The New York Times que Boot demande à l’armée américaine de faire « une tâche quasiment impossible », et il accuse le livre d’être « non révélateur ». A contrario, Victor Davis Hanson dans History News Network est plus positif, rapportant que « Le récit bien écrit de Boot n’est pas seulement une lecture fascinante, mais est aussi très didactique ». Enfin, Robert M. Cassidy dans Military Review le décrit comme « extraordinaire ». Il remporte le prix General Wallace M. Greene Jr. en 2003 remis par la Marine Corps Heritage Foundation (en) pour le meilleur livre hors fiction publié récemment abordant l’histoire du Corps des Marines.
Entre 2003 et 2004, Boot continue d’écrire des articles avec le Council,, la 2e année il devient membre du Project for the New American Century et le World Affairs Councils of America (en) le nomme parmi les « 500 personnes les plus influentes aux États-Unis dans le domaine de la politique étrangère ».
Les articles de Boot rédigés avec le Council continuent de paraître dans les médias entre 2005 et 2007,,. Il publie durant l'année 2006 un nouvel ouvrage, War Made New, une analyse des révolutions dans les technologies militaires depuis 1500. Sa thèse principale est qu'une armée a du succès quand elle a des structures et une administration dynamiques et avant-gardistes, aptes à exploiter ces nouvelles technologies. Il conclut que l'armée américaine pourrait perdre son avantage si elle ne devient pas moins bureaucratique et plus décentralisée. Le livre est acclamé par Josiah Bunting III dans The New York Times, qui le trouve « inhabituel et magistral », et fortement décrié par Martin Sieffin dans The American Conservative pour qui il est « remarquablement superficiel ». En 2007, il reçoit le prix Eric-Breindel pour l'excellence dans le journalisme d'opinion, en janvier de cette même année il commence à écrire des notes de blogue pour le site internet de Commentary, il y contribue régulièrement, souvent sur des sujets en rapport avec l'actualité. Enfin en avril, il déclare durant un épisode du Think Tank with Ben Wattenberg (en) qu'il a « pris l'habitude d'être un journaliste » mais qu'il se voit désormais strictement comme un historien militaire.
Ainsi, le dernier livre de Boot sorti en 2013, Invisible Armies, détaille l'histoire de la guérilla à travers différents exemples réussis ou manqués d'insurrections telles que la guerre d'indépendance des États-Unis, la guerre du Viêt Nam ou l'actuelle guerre civile syrienne. Il développe dans cet ouvrage que la traditionnelle tactique de l'armée « conventionnelle » suivie par les administrations Bush et Obama contre les organisations asymétriques a subi d'importants échecs stratégiques. Il a été invité dans plusieurs médias pour le présenter, notamment l'émission web Uncommon Knowledge de la Hoover Institution.

### Interventions politiques
Sur la période 2008-2009, tout en continuant à travailler pour le Council,, il devient conseiller en politique extérieure du Sénateur John McCain dans sa course à l'élection présidentielle américaine de 2008. Il explique alors dans un éditorial du World Affairs Journal qu'il voit de forte similitudes entre celui-ci et Theodore Roosevelt.
Le 3 juin 2010, Boot intervient dans le programme Charlie Rose de la chaîne PBS au côté du correspondant de guerre Julian Barnes du Wall Street Journal. Pendant l'interview, il approuva la décision de Barack Obama de nommer le général David Petraeus comme commandant des forces de l'OTAN et de l'ISAF en Afghanistan et déclara que le conflit est gagnable. Il mentionna par ailleurs qu'il a travaillé comme conseiller civil pour Petraeus et son prédécesseur Stanley McChrystal, avec d'autres chercheurs tels que Frederick Kagan (en) et Stephen Biddle (en). Il travaille également pour l'armée américaine comme conférencier à l'United States Army War College et le Command and General Staff College.
Par la suite, Max Boot continue toujours d'écrire pour le Council en 2010 et 2011, mais aussi, entre autres, pour Newsweek, The Boston Globe, The New York Times et The Weekly Standard. Il y affirme notamment que l'Obamacare rend plus difficile le maintien de la superpuissance américaine, que le retrait des forces de la coalition d'Irak est intervenu prématurément rendant une autre guerre possible, et que le succès initial en Afghanistan a été gâché par la prétention du gouvernement[Lequel ?] qui pensait que les armées pourraient toujours obtenir la victoire. Il rédige également plusieurs éditoriaux s'attaquant aux plans d'austérité mis en place aux États-Unis et au Royaume-Uni parce qu'ils mettent en danger leurs intérêts nationaux,.
En septembre 2012, Boot co-écrit avec Michael Doran, chercheur à la Brookings Institution, un éditorial dans le New York Times intitulé « Cinq raisons d'intervenir en Syrie maintenant » dans lequel ils défendent une intervention militaire américaine pour créer une zone d'exclusion aérienne sur tout le pays comme le fit l'OTAN durant la guerre du Kosovo. ils déclarèrent que cette « intervention pourrait diminuer l'influence de l'Iran dans le monde arabe » et qu'« une politique américaine plus musclée devrait éviter au conflit de répandre » des « luttes communautaires au Liban et en Irak ». Enfin, ils avancent qu'« entrainer et équiper des partenaires fiables dans l'opposition Syrienne interne » devrait aider à « créer un rempart contre les groupes extrémistes comme Al-Qaïda ». Ils concluent que « le leadership des États-Unis en Syrie pourrait améliorer les relations avec des alliés clés comme la Turquie et le Qatar » tout comme « mettre fin à un désastre humain ».

## Opinions

### Pensée politique
De manière générale, Boot se considère lui-même comme un « contradicteur par principe », il attribue ses positions sur l'économie au choix de ses parents de quitter l'Union soviétique. Socialement, il se qualifiait de conservateur, et en plaisanta un jour en déclarant « j'ai grandi dans les années 1980, quand le conservatisme était cool », mais a modéré cette position avec le temps, il s'oppose par exemple à l'interdiction de l'avortement et du clonage humain.
Boot n'aime pas le terme de néo-conservateur qui a selon lui, « complètement perdu son sens original », mais ça ne le dérange pas d'être catégorisé en tant que tel. Ainsi, pour The New York Times il est un « influent auteur et expert en politique extérieur néo-conservateur, aussi bien qu'un historien militaire », le Christian Science Monitor quant à lui, l'a décrit comme un « néo-conservateur assumé ». Boot a dépeint sa ligne de pensée en politique extérieur comme « wilsonienne », et il a attribué à Theodore Roosevelt, Franklin D. Roosevelt, Harry Truman et Ronald Reagan des opinions similaires. Il a aussi affirmé croire dans l'exceptionnalisme américain.

### Engagements
Boot encourage ce qu'il appelle l'impérialisme américain basé sur le nation building et la propagation de la démocratie à travers le monde non occidental. Il voit ce principe comme le seul moyen d'éviter un autre événement semblable au 11 septembre. Il a écrit que « contrairement aux colonialistes européens du XIXe siècle, nous ne chercherions pas à imposer nos règles indéfiniment. L'occupation serait plutôt un biais temporaire pour permettre aux peuples de se remettre sur pied ». Il défend la création d'un département de la Paix au côté de l'actuel département de la Défense pour promouvoir l'établissement de démocraties à l'étranger. Il déclare plus tard dans une interview qu'il pense que la plupart des Américains sont mal à l'aise avec le fait d'être appelé un "empire", mais qu'ils seraient prêts à agir comme tel quand même, il soutient que les États-Unis doivent se comporter comme les gendarmes du monde depuis « qu'il n'y a personne d'autre dehors ».
Il a vigoureusement soutenu l'invasion de l'Irak en 2003 ainsi que l'envoi de troupes supplémentaires dans le pays en 2007. Il a écrit une tribune dans le Wall Street Journal en avril 2011 expliquant que c'est « dans l'intérêt des États-Unis de rester en Irak » parce qu'avoir « des bases actives leur permettrait de projeter des forces et entretenir une influence dans la région ».
Pendant l'opération Plomb Durci de l'armée israélienne dans la Bande de Gaza, Boot a déclaré qu'Israël était moralement justifié pour envahir cette dernière. Par contre, il a aussi dit que l'État hébreu ne faisait pas les bons choix tactiques et stratégiques, il a par ailleurs qualifié la situation de « bourbier ». Boot a entre autres soutenu l'intervention de l'OTAN pour venir en aide aux Bosniaques durant la guerre de Bosnie-Herzégovine, qu'il a considérée comme une cause juste pour des raisons humanitaires. Enfin, il a blâmé rétrospectivement la décision de Ronald Reagan de se retirer du Liban en 1983 après les attentats de Beyrouth, tout comme celle de Bill Clinton de partir de Somalie en 1993 après la bataille de Mogadiscio, voyant cela comme des signes de la faiblesse américaine et les premiers pas vers les attentats du 11 septembre 2001.

## Débats et conflits
Boot publie en février 2005 dans The Weekly Standard une critique du livre de l'historien paléo-conservateur Thomas Woods The Politically Incorrect Guide to American History, il y qualifie le point de vue de l'auteur de Bizarro World étant donné son soutien à la nullification et au droit de sécession aussi bien qu'à son opposition à l'entrée en guerre des États-Unis dans la Première et la Seconde Guerre mondiale. Il attaque également Woods sur ce qu'il voit comme l'ignorance de la lutte des Afro-Américains pour leurs droits civiques ainsi que l'ignorance du fait que l'intervention de Bill Clinton dans les Balkans a stoppé un potentiel génocide bosniaque de grande ampleur. Woods a répondu dans The American Conservative en mars, citant Thomas Jefferson pour défendre sa position sur la nullification et accusa Boot de préjudice anti-sudiste, il a ajouté : « depuis, à mon avis Max Boot représente tout ce qui va de travers dans le conservatisme moderne, son opposition est la meilleure aide que j'aurais pu espérer ».
Le livre controversé de John Mearsheimer et Stephen Walt Le Lobby pro-israélien et la politique étrangère américaine (2007) cite Boot comme un polémiste néo-conservateur qui représente le lobby israélien aux États-Unis, notamment dans le Council of Foreign Relations. Les deux auteurs défendent que Boot et d'autres personnalités comme lui détournent malhonnêtement la politique extérieure américaine de sa raison d'État. Il réplique que leurs idées sont « folles » et fait remarquer que ces personnalités n'ont pas réussi à empêcher Bill Clinton de faire pression sur le premier ministre israélien Ehud Barak pendant les accords de Camp David, ce qui selon lui dément la réalité d'un lobby israélien puissant.
Lors de la guerre civile libyenne de 2011, Boot écrit dans le Wall Street Journal que les États-Unis devraient envoyer un porte-avion avec « 34 F/A-18F Super Hornets et 10 F/A-18C Hornets accompagnés d'une unité complète d'avions de guerre électronique » en Libye de façon à établir une zone d'exclusion aérienne au-dessus du pays. En outre, il défend qu'il « pourrait aussi être nécessaire d'envoyer des armes et des formateurs des forces spéciales pour aider les rebelles » et que l'inaction « réduirait la puissance et le prestige américain dans des proportions qui nous feraient un préjudice incalculable au long terme ». En réponse, Will Wilkinson (en) dans The Economist avance qu'il « n'est pas de question que des personnes sensées ne délibèrent pas comme il le fait » et que « ratifier ce genre de stratégie de la corde raide de clavier a déjà fait aux Américains (et aux Irakiens et aux Afghans) d'incalculables préjudices ».

## Œuvres
- Invisible Armies: An Epic History of Guerrilla Warfare from Ancient Times to the Present (Liveright, 2013),  (ISBN 0-87140-424-9)
- War Made New: Technology, Warfare, and the Course of History, 1500 to Today (Gotham Books, 2006),  (ISBN 1-59240-222-4)
- The Savage Wars of Peace: Small Wars and the Rise of American Power (Basic Books, 2002),  (ISBN 0-465-00721-X)
- Out of Order: Arrogance, Corruption and Incompetence on the Bench (Basic Books, 1998),  (ISBN 0-465-05375-0)